# Dekanat Peszt-Północ
Dekanat Peszt-Północ – jeden z 16 dekanatów rzymskokatolickiej archidiecezji ostrzyhomsko-budapeszteńskiej na Węgrzech. 
Według stanu na kwiecień 2018 w skład dekanatu Peszt-Północ wchodziło 7 parafii rzymskokatolickich. 

## Lista parafii
W skład dekanatu Peszt-Północ wchodzą następujące parafie:
1. Parafia św. Władysława w Budapeszcie-Angyalföld
2. Parafia św. Michała w Budapeszcie-Angyalföld
3. Parafia Ducha Świętego w Budapeszcie-Herminamező
4. Parafia Najświętszej Maryi Panny Wspomożenia Wiernych w Budapeszcie-Külsőangyalföld
5. Parafia Świętej Rodziny w Budapeszcie-Outer-Kőbánya
6. Parafia św. Małgorzaty w Budapeszcie-Újlipótváros
7. Parafia św. Marcina w Budapeszcie-Vizafogó